# Flowers on the Wall
"Flowers on the Wall" là một ca khúc của nhóm nhạc đồng quê Mỹ The Statler Brothers. Được viết nhạc và sáng tác bởi giọng nam cao đứng đầu của nhóm Lew DeWitt, ca khúc trở nên phổ biến tháng 1 năm 1966 khi dành bốn tuần ở vị trí á quân trên bảng xếp hạng Hot Country Singles của tạp chí Billboard, cũng như đạt vị trí thứ tư trên Billboard Hot 100. Bài hát được sử dụng làm nhạc phim trong bộ phim năm 1994 Pulp Fiction và là nhạc dạo cho sitcom (sê-ri hài truyền hình) Linda Smith's A Brief History of Timewasting của kênh BBC Radio 4 từ 2001-2002.
Bài hát đã đoạt giải Grammy cho Trình diễn Nhóm nhạc Đương đại (R&R) (giọng hát hoặc nhạc khí) xuất sắc nhất năm 1966.

## Diễn biển xếp hạng
| Xếp hạng (1965-66)                   | Vị trí cao nhất |
| ------------------------------------ | --------------- |
| Canada RPM Top Singles               | 1               |
| New Zealand Singles Chart            | 2               |
| Hoa Kỳ Hot Country Songs (Billboard) | 2               |
| Hoa Kỳ Billboard Hot 100             | 4               |
| UK Singles Chart                     | 38              |

## Phiên bản của Eric Heatherly

### Xếp hạng
| Xếp hạng (2000)                      | Vị trí cao nhất |
| ------------------------------------ | --------------- |
| Canada Country Tracks (RPM)          | 3               |
| Hoa Kỳ Billboard Hot 100             | 50              |
| Hoa Kỳ Hot Country Songs (Billboard) | 6               |

#### Xếp hạng cuối năm
| Xếp hạng (2000)              | Vị trí |
| ---------------------------- | ------ |
| US Country Songs (Billboard) | 30     |

Tài liệu tham khảo
- Whitburn, Joel, Top Country Songs: 1944-2005 (2006)